# Bohuslav Růžička
Bohuslav Růžička (27. ledna 1923 Opava – 30. července 1993 Luhačovice) byl český fotograf.

## Životopis
Bohuslav Růžička, výtvarný a umělecký fotograf a filosof, tvůrce fantastického realismu (FAREBR) se narodil 27. ledna 1923 v Opavě. Během druhé světové války bojoval v partyzánských jednotkách v Jugoslávii a v roce 1945 se vrátil domů, kde vystřídal nejrůznější zaměstnání. Dlouhá léta pracoval v Ostravě jako dělník, svářeč, hutník a horník. Následně se začal věnovat filmu a fotografování.
S fotografováním se seznámil na přelomu padesátých a šedesátých let. Zprvu byl autodidakt. Vyměnil mnoho fotoaparátů, technik, postupů i "zázračných vývojek", než byl spokojen s výsledkem. Po počátečním tápání a hledání začal fotografovat to, co mu bylo nejbližší a nejblíže. Lidi, krajinu, věci ve svém okolí.
Působil v Ostravě jako metodik pro fotografii a film, publikoval v časopisech a zde také založil školu výtvarné fotografie. V roce 1968 nafotil sérii dokumentů srpnové okupace. Po té emigroval do Francie, ale po půl roce se vrátil domů, byl zbaven všech funkcí a musel odejít do dělnické profese (stal se správcem sportovní haly, kde setrval až do důchodu).
V roce 1986 se odstěhoval do Luhačovic, kde z malého domku vytvořil vlastní galerii s nespočtem svých fotografií. Byl velmi plodný autor. Jeho dílo čítá několik set tisíc fotografií, přes sto samostatných výstav doma i v zahraničí. Za své fotografické dílo mimo jiné získal cenu Unesco, o jeho Farebru – životě a tvorbě byl v ostravské televizi natočen dokumentární film. Bohuslav Růžička zemřel dopoledne 30. července roku 1993 v Luhačovicích.